# 三田站 (韩国)
三田站（：／ Samjeon yeok */?）是首爾地鐵9號線沿線的一座地下車站，位於韓國首爾特別市松坡區蠶室洞。

## 車站構造
站體為2面4線側式月台的地下車站，內線是急行列車通過線，外線則供一般列車停靠。候車月台設有月台幕門，並有4處出口。

### 月台配置
| 綜合運動場 ↑ |
| \| 上        |
| ↓ 石村古墳   |

| 月台 | 路線           | 目的地                               |
| ---- | -------------- | ------------------------------------ |
| 上行 | ●首爾地鐵9號線 | 綜合運動場、宣靖陵、鷺梁津、開花方向 |
| 下行 | ●首爾地鐵9號線 | 石村、奧林匹克公園、中央報勳醫院方向 |

## 歷史
- 2018年12月1日：落成啟用。

## 車站周邊
- 松坡區議會
- 蠶室洞行政福利中心
- 三田洞行政福利中心
- 首爾蠶田初等學校
- 首爾三田初等學校

## 圖片

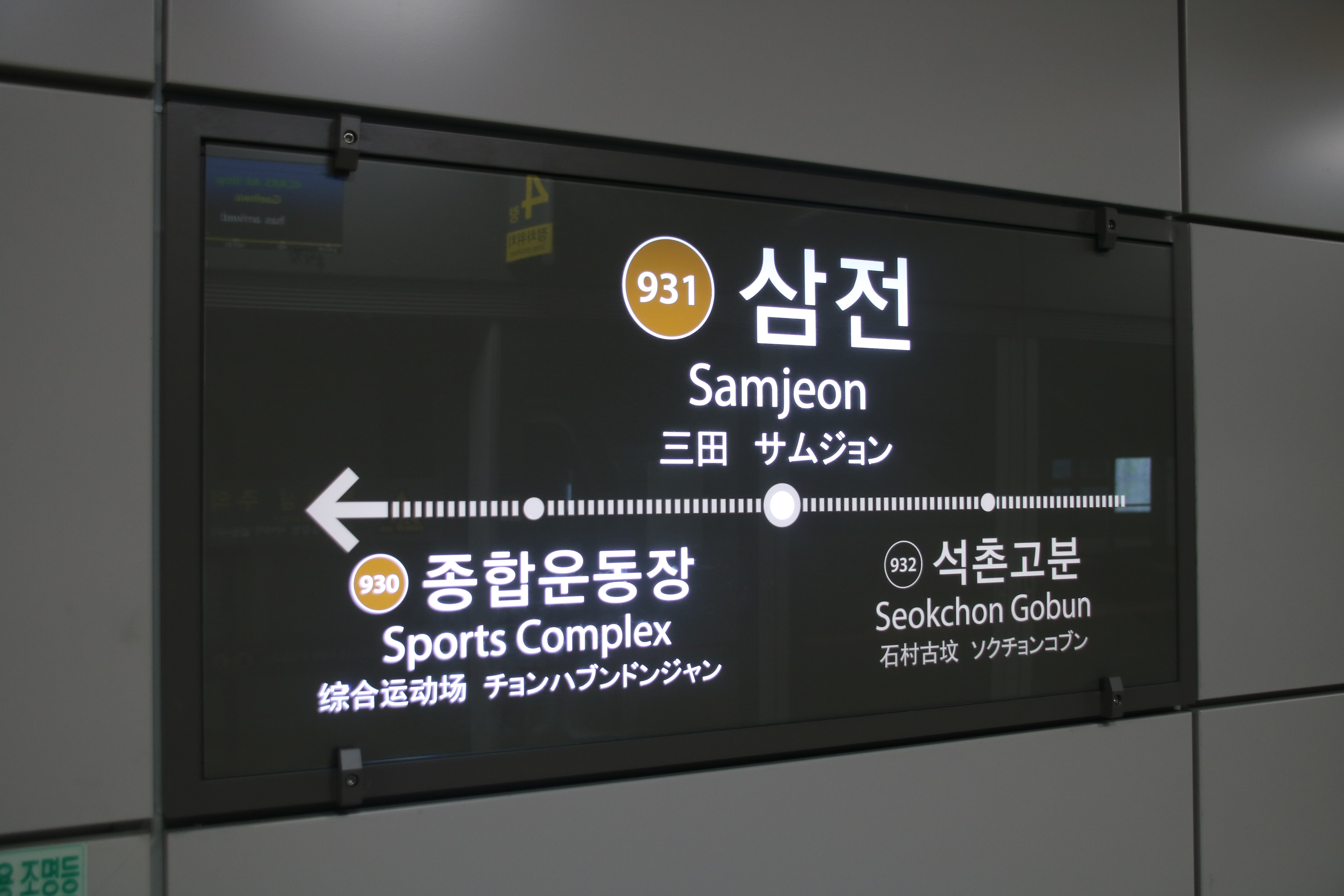
站名牌
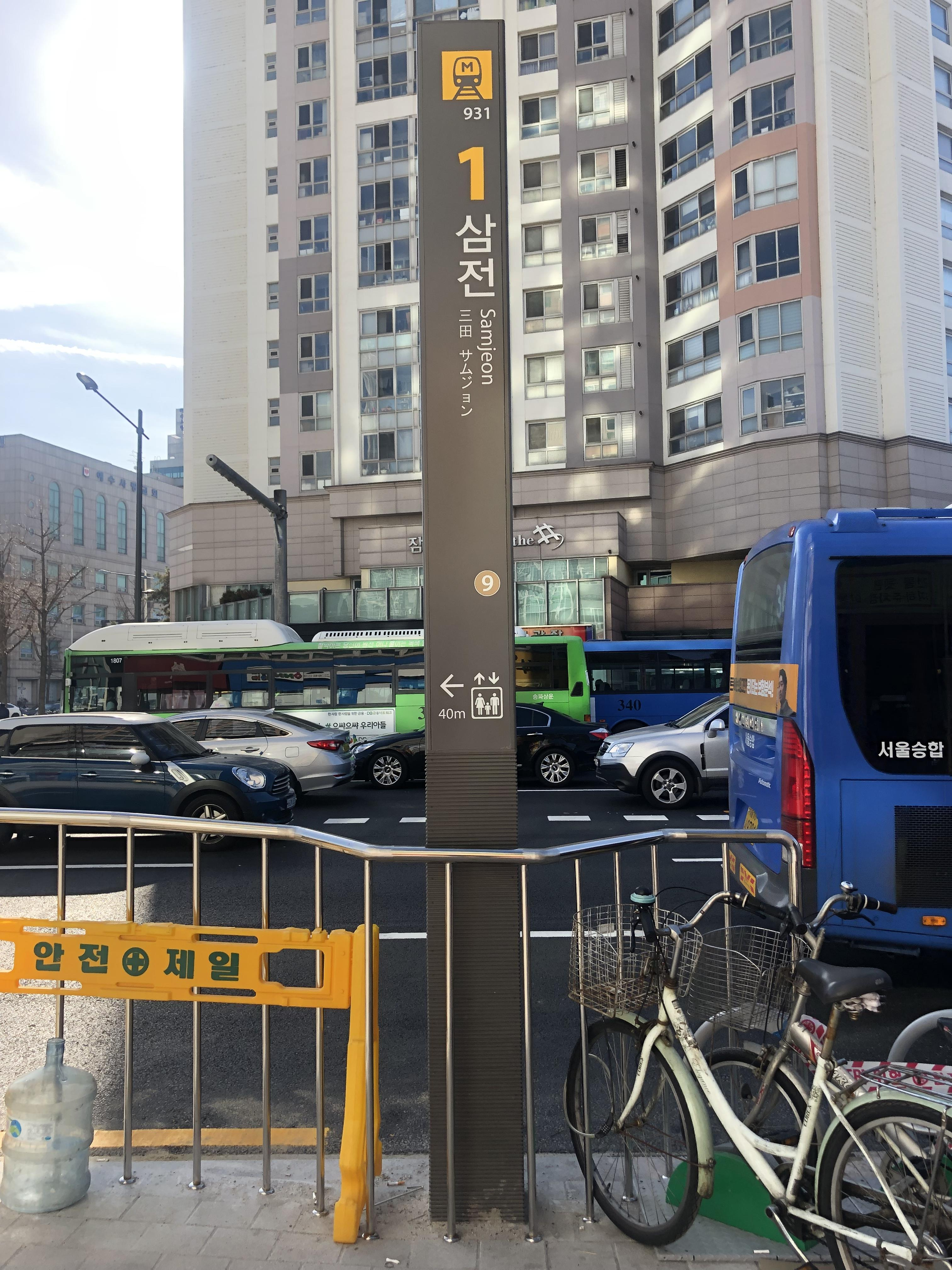
1號出口側柱站牌

## 相鄰車站
首爾交通公社
●首爾地鐵9號線
一般
綜合運動場（930）－三田（931）－石村古墳（932）